# Liste der Bischöfe von Tulle
Die folgenden Personen waren Bischöfe von Tulle (Frankreich):

## Äbte
- Odolric um 894
- Johann
- Aimon
- Heiliger Eude 925
- Adace um 940
- Bernard I. um 960
- Geraud I. 970
- Bernard II. um 974
- Adhemar
- Peter I. um 1000 – um 1020
- Bernard III. de Comborn um 1028
- Bernard IV.
- Frodin um 1073–1085
- Gausbert 1085 – um 1091
- Robert de Montberon 1091
- Adalbert 1091
- Wilhelm I. de Charbonnieres 1092 – ca. 1105
- Eble de Turenne 1113–1150
- Geraud II. d’Escorailles 1151–11188
- Bernard V. um 1195
- Wilhelm II. um 1200
- Bertrand ca. 1206–11210
- Bernard VI. de Ventadour
- Elie 1239
- Pierre II. de Malemort 1241–11276
- Pierre III. d’Escorailles 1276 – ca. 1290
- Raimond de Terrasse 1291–1307
- Arnaud de Saint-Astier 1309–1317

## Bischöfe
- Arnaud de Saint-Astier 1317–1333
- Arnaud de Clermont 1333–1337
- Hugues Roger 18. Juli – 20. September 1342 (Haus Rogier de Beaufort)
- Guido 1342–1343
- Bernard (Bertrand) de La Tour 1344 bis ca. 1345 (auch Bischof von Saint-Papoul)
- Pierre d’Aigrefeuille 1347–1348 (auch Bischof von Vabres) (siehe Haus Rogier de Beaufort)
- Archambaud 1348–1361
- Laurent D’Albiars 1361–1370
- Jean Lefévre 1369–1371, Kardinal
- Bertrand de Cosnac 1371–1376 (auch Bischof von Poitiers)
- Bernard 1376
- Pierre de Cosnac 1376–1402
- Bertrand de Botinand 1407–1416
- Hugues Combarel 1419–1421 (auch Bischof von Béziers)
- Martin de Saint–Sauveur 1421–1422
- Bertrand de Maumont 1422 bis ca. 1425
- Jean de Cluys (Closis) 1426–1444
- Pierre de Comborn ?
- Hugues D’Aubusson 1451–1454
- Louis D’Aubusson 1454–1471
- Denis de Bar 1472–1495
- Clément de Brillac 1495 – etwa 1515
- François de Lévis 1515–1535 (Haus Lévis)
- Jacques Amelin 1536–1539
- Pierre du Chastel 1539–1544 (auch Bischof von Mâcon)
- François de Faucon 1544–1550 (auch Bischof von Orléans)
- Jean de Fonsec (Fonséque) 1553–1559
- Louis-Ricard de Gourdon de Genouillac de Vaillac 1561–1583
- Flotard Ricard de Gourdon 1583–1586
- Antoine de La Tour ca. 1587–1594
- Jean de Visandon 1594 bis ca. 1597
- Jean Ricard de Gourdon de Genouillac de Vaillac 1599–1652
- Louis de Rechignevoisin de Curon 1653–1671 (auch Bischof von Comminges)
- Jules Mascaron 1671–1679 (auch Bischof von Agen)
- Humbert Ancelin 1680–1702
- André-Daniel de Beaupoil de Saint-Aulaire 1702–1720
- Louis-Jacques de Chapt de Rastignac 1720–1723 (danach Erzbischof von Tours)
- Charles du Plessis d’Argentré 1723–1740
- François de Beaumont d’Autichamp 1741–1761
- Nicolas Bonaventure Thierry 1761–1762
- Henri-Joseph-Claude de Bourdeilles 1762–1764
- Charles-Joseph-Marie de Rafaélis de Saint-Sauveur 1765–1790, † 1791
  - Jean-Joseph Brival 1791–1793 (Konstitutioneller Bischof)
- Claude-Joseph-Judith-François-Xavier de Sagey 1823–1824
- Augustin de Mailhet de Vachères 1824–1842
- Jean-Baptiste-Pierre-Léonard Bertheaud 1842–1878
- Henri-Charles-Dominique Denechau 1878–1908
- Albert Nègre 1908–1913
- Joseph-Marie-François-Xavier Métreau 1913–1918
- Jean Castel 1918–1939
- Aimable Chassaigne 1940–1962
- Marcel Lefebvre CSSp 23. Januar – 11. August 1962 (Persönlicher Titel Erzbischof)
- Henri-Clément-Victor Donze 1962–1970
- Jean-Baptiste Brunon PSS 1970–1984
- Roger-Marie Albert Froment 1985–1996
- Patrick Le Gal 1997–2000 (Militärbischof)
- Bernard Charrier 2001–2013
- Francis Bestion 2013–2024, dann Bischof von Blois
- Éric Bidot OFMCap seit 2025